# Љубо Ђекић
Љубисав Љубо Ђекић (1877-1940) био је драгачевски каменорезац из села Рти. Израдио је бројне надгробне споменике у Гучи, Ртима и оближњим селима − Кривачи, Вичи, Живици и Котражи.

## Живот
Као частан човек и угледан домаћин више пута био је биран за кмета села Рти. На надгробнику  му је уписано је да је био каменорезац, ратник, одборник и економ.

## Дело
У раду се угледао на земљака Радосава Чикириза, родоначелника драгачевске школе каменореза. На споменике је хришћанске симболе: крстове, свеће и кадионице; голубове који зобљу грожђе, војничка знамења, пољопривредне и занатске алатке.
Поседовао је сопствени мајдан у селу Живица, одакле је вадио прворазредни камен пешчар.

## Епитафи
Љуба Ђекића одликују дуги и садржајно богати текстови, у које је често уносио песничке исказе:
Земни живот само је сан,
сто су лета као један дан.

Споменик Рајку Станићу (†1894) (Гуча, гробље крај школе)
Земни живот само је сан
сто су лета као један дан.
Овде почивају земни остаци
РАЈКА
Сина Илије Станића из Гуче,
којије у 19 Години
цветајуће Младости
на велику тугу и жалост
свога Оца и фамилије
престави се у вечност
24. марта 1894. Год.
Овај спомен подижему
отац Илија
Браћа Станко и Станиша.
Каменорезац Љубо Ђекић
Гуча.

Крајпуташ Микану Живковићу (†1915) (Живица)
Овај споменик показује
МИКАНА ЖИВКОВИЋА
из Живице
војника 2 чете I бат.
10 пука 3 позива
живијо 45 год.
а учествовао у рату
од 12 па до 1915. г.
погибе на смедереву
13 јануара 1915 год.
Бог да му душу прости
Овај спомен подиже
његова супруга Петрија
и син Спасоје
Писа: Љубо Ђекић

Споменик Вуксану Радичевићу (†1918) (Горња Краварица)
Ево овде овај камен стоји
нек прочита ко ратника воли
нека види где му тело оста
нека рече душа му је проста
ВУКСАН РАДИЧЕВИЋ
Који чесно
и поштено поживи 25. година
а као војник ступио је у
овај европски рат и на
свим положајима издржао је
све ратне напоре, 1914. г.
рањен у десну ногу на Крупњу
као обвезник 1. чете
1. батаљона
10. пука 1. позива
и 1915. год.
заробила га аустријска војска
Из ратова идућу кући умре
1918. у Горњем Милановцу.
Писа Љ. Ђекић.